# Едвард Вілбер Беррі
Едвард Вілбер Беррі (англ. Edward Wilber Berry; 10 лютого 1875 — 20 вересня 1945) — американський палеонтолог та ботанік; основна увага його досліджень було приділено палеоботаніці. Беррі вивчав флору Північної та Південної Америки флору і опублікував результати таксономічних досліджень з теоретичними реконструкціями палеоекології та фітогеографії. Він розпочав свою наукову кар'єру як науковець-аматор. В університеті Джонса Гопкінса він займав різні посади, у тому числі викладача, вченого-дослідника, наукового редактора та адміністратора.
Беррі брав участь у наукових експедиціях, у тому числі у 1919 році в Анди, у 1927 році геологічна експедиція у Перу та Еквадор, у 1933 році геологічна експедиція у Венесуелу.
Е. В. Беррі обіймав посаду президента Американського палеонтологічного товариства (1924) та президента Геологічного товариства Америки (1945).

## Публікації

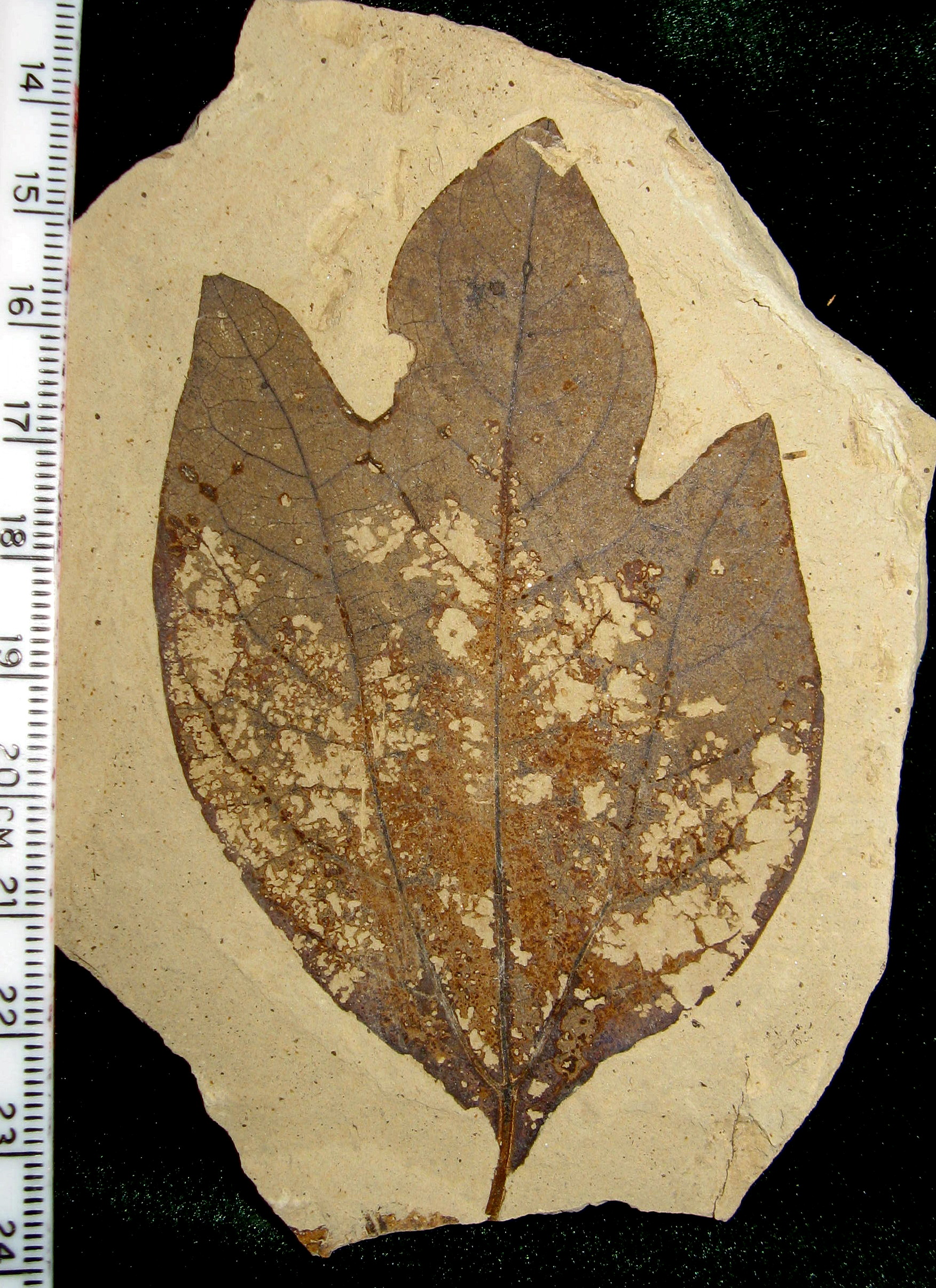
Sassafras hesperia, вид еоцену, описаний Беррі

- 1916. The Lower Eocene Floras of Southeastern North America
- 1924. The Middle and Upper Eocene floras of Southeastern North America. U.S. Geological Survey Professional Paper 92
- 1925. A species of Musa in the Tertiary of South America. PNAS. 11 (6): 298—299. doi:10.1073/pnas.11.6.298. PMC 1085991.
- 1929. An Eocene forest in the Peruvian desert. PNAS. 15 (4): 345—346. PMC 522462.
- 1929. Fossil plants and mountain uplifts in the Pacific states. PNAS. 15 (6): 477—480. PMC 522493.
- 1934. Miocene Patagonia. PNAS. 20 (5): 280—282. doi:10.1073/pnas.20.5.280. PMC 1076401.
- 1937. Succession of fossil floras in Patagonia. PNAS. 23 (10): 537—542. doi:10.1073/pnas.23.10.537. PMC 1076984.

## Нагороди та почесті
- 1901: англ. Walker Prize, Бостонського товариства природної історії (англ. Boston Society of Natural History)
- 1921: член Американської академії мистецтв і наук[2]
- 1922: Національна академія наук США
- 1930: почесний доктор Університету Лехай[en] (англ. Lehigh University)
- 1942: Медаль Мері Кларк Томпсон[en] Національної академії наук США[3]